# Чемпионат СССР по хоккею с мячом 1980/1981
33-й чемпионат СССР по хоккею с мячом проходил с 22 ноября 1980 года по 16 марта 1981 года. В высшей лиге играли 14 команд. Сыграно 182 матча, в них забито 1219 мячей. Чемпионом СССР во второй раз подряд стала команда «Енисей» (Красноярск).

## Высшая лига
| М  | Команда                            | 1        | 2        | 3        | 4       | 5       | 6        | 7       | 8       | 9        | 10       | 11       | 12      | 13       | 14      | В  | Н  | П  | Мячи            | О  |
| -- | ---------------------------------- | -------- | -------- | -------- | ------- | ------- | -------- | ------- | ------- | -------- | -------- | -------- | ------- | -------- | ------- | -- | -- | -- | --------------- | -- |
| 1  | «Енисей» (Красноярск)              |          | 5:3 2:3  | 6:7 3:3  | 6:1 4:1 | 3:0 2:2 | 7:4 12:2 | 7:1 8:5 | 8:2 6:5 | 11:3 5:2 | 5:1 11:5 | 6:2 5:2  | 7:1 6:4 | 9:4 2:1  | 8:7 3:2 | 22 | 2  | 2  | 157 — 73 = + 84 | 46 |
| 2  | «Динамо» (Алма-Ата)                | 3:2 3:5  |          | 6:5 4:13 | 6:5 5:3 | 5:1 3:2 | 8:2 1:1  | 6:1 2:1 | 7:4 4:8 | 7:2 3:8  | 6:4 1:1  | 9:1 5:5  | 6:0 4:3 | 7:4 5:4  | 7:4 2:3 | 18 | 3  | 5  | 125 — 92 = + 33 | 39 |
| 3  | СКА (Хабаровск)                    | 3:3 7:6  | 13:4 5:6 |          | 5:1 2:3 | 2:2 2:1 | 2:2 3:2  | 4:1 0:3 | 9:0 3:5 | 4:1 4:3  | 4:3 2:8  | 12:4 5:2 | 3:0 0:4 | 10:2 3:3 | 6:2 2:2 | 15 | 5  | 6  | 115 — 73 = + 42 | 35 |
| 4  | «Динамо» (Москва)                  | 1:4 1:6  | 3:5 5:6  | 3:2 1:5  |         | 3:1 2:3 | 2:5 3:3  | 3:1 2:1 | 4:1 1:2 | 5:2 3:4  | 3:2 3:5  | 5:2 2:0  | 8:2 1:1 | 5:3 2:1  | 5:4 4:2 | 14 | 2  | 10 | 80 — 73 = + 7   | 30 |
| 5  | «Старт» (Горький)                  | 2:2 0:3  | 2:3 1:5  | 1:2 2:2  | 3:2 1:3 |         | 3:3 3:3  | 6:0 2:3 | 7:2 3:0 | 6:2 1:2  | 5:3 3:2  | 4:3 2:0  | 2:0 3:1 | 2:2 3:4  | 4:4 1:1 | 11 | 7  | 8  | 72 — 57 = + 15  | 29 |
| 6  | «Зоркий» (Красногорск)             | 2:12 4:7 | 1:1 2:8  | 2:3 2:2  | 3:3 5:2 | 3:3 3:3 |          | 3:4 0:0 | 6:0 3:3 | 4:2 0:0  | 3:4 2:3  | 8:4 6:1  | 4:3 0:8 | 2:0 3:3  | 3:3 5:1 | 8  | 10 | 8  | 79 — 83 = — 4   | 26 |
| 7  | «Водник» (Архангельск)             | 5:8 1:7  | 1:2 1:6  | 3:0 1:4  | 1:2 1:3 | 3:2 0:6 | 0:0 4:3  |         | 0:3 1:3 | 4:3 1:2  | 3:2 5:3  | 3:0 4:5  | 3:2 2:7 | 4:2 2:7  | 5:2 6:2 | 11 | 1  | 14 | 64 — 86 = — 22  | 23 |
| 8  | «Уральский трубник» (Первоуральск) | 5:6 2:8  | 8:4 4:7  | 5:3 0:9  | 2:1 1:4 | 0:3 2:7 | 3:3 0:6  | 3:1 3:0 |         | 0:0 1:3  | 5:5 2:3  | 4:1 0:5  | 3:1 2:4 | 4:4 1:2  | 6:3 3:3 | 8  | 5  | 13 | 69 — 96 = — 27  | 21 |
| 9  | «Сибсельмаш» (Новосибирск)         | 2:5 3:11 | 8:3 2:7  | 3:4 1:4  | 4:3 2:5 | 2:1 2:6 | 0:0 2:4  | 2:1 3:4 | 3:1 0:0 |          | 4:1 3:1  | 5:2 3:5  | 1:2 0:2 | 4:1 3:4  | 2:3 2:5 | 9  | 2  | 15 | 66 — 85 = — 19  | 20 |
| 10 | СКА (Свердловск)                   | 5:11 1:5 | 1:1 4:6  | 8:2 3:4  | 5:3 2:3 | 2:3 3:5 | 3:2 4:3  | 3:5 2:3 | 3:2 5:5 | 1:3 1:4  |          | 6:7 1:5  | 4:2 6:4 | 3:5 4:2  | 9:1 4:8 | 9  | 2  | 15 | 93 — 104 = — 11 | 20 |
| 11 | «Кузбасс» (Кемерово)               | 2:5 2:6  | 5:5 1:9  | 2:5 4:12 | 0:2 2:5 | 0:2 3:4 | 1:6 4:8  | 5:4 0:3 | 5:0 1:4 | 5:3 2:5  | 5:1 7:6  |          | 3:0 0:2 | 4:2 4:2  | 3:2 3:5 | 9  | 1  | 16 | 73 — 108 = — 35 | 19 |
| 12 | «Вымпел» (Калининград Моск. обл.)  | 4:6 1:7  | 3:4 0:6  | 4:0 0:3  | 1:1 2:8 | 1:3 0:2 | 8:0 3:4  | 7:2 2:3 | 4:2 1:3 | 2:0 2:1  | 4:6 2:4  | 2:0 0:3  |         | 8:2 2:3  | 3:1 4:7 | 9  | 1  | 16 | 70 — 81 = — 11  | 19 |
| 13 | «Волга» (Ульяновск)                | 1:2 4:9  | 4:5 4:7  | 3:3 2:10 | 1:2 3:5 | 4:3 2:2 | 3:3 0:2  | 7:2 2:4 | 2:1 4:4 | 4:3 1:4  | 2:4 5:3  | 2:4 2:4  | 3:2 2:8 |          | 5:3 2:2 | 7  | 5  | 14 | 74 — 101 = — 27 | 19 |
| 14 | «Родина» (Киров)                   | 2:3 7:8  | 3:2 4:7  | 2:2 2:6  | 2:4 4:5 | 1:1 4:4 | 1:5 3:3  | 2:6 2:5 | 3:3 3:6 | 5:2 3:2  | 8:4 1:9  | 5:3 2:3  | 7:4 1:3 | 2:2 3:5  |         | 6  | 6  | 14 | 82 — 107 = — 25 | 18 |

- В верхних строках таблицы приведены результаты домашних матчей, а в нижних-результаты игр на выезде.
- Переходные матчи: «Волга» (Ульяновск) − «Североникель» (Мончегорск) 6:7 − 4:1.По положению о соревнованиях при равенстве очков преимущество получала команда высшей лиги. Высшую лигу покинула «Родина» (Киров). «Волга» Ульяновск) отстояла право играть в высшей лиге.

## Итоговая таблица чемпионата
| Команда                               | И  | В  | Н  | П  | М      | О  |
| ------------------------------------- | -- | -- | -- | -- | ------ | -- |
| 1. «Енисей» (Красноярск)              | 26 | 22 | 2  | 2  | 157:73 | 46 |
| 2. «Динамо» (Алма-Ата)                | 26 | 18 | 3  | 5  | 125:92 | 39 |
| 3. СКА (Хабаровск)                    | 26 | 15 | 5  | 6  | 115:73 | 35 |
| 4. «Динамо» (Москва)                  | 26 | 14 | 2  | 10 | 80:73  | 30 |
| 5. «Старт» (Горький)                  | 26 | 11 | 7  | 8  | 72:57  | 29 |
| 6. «Зоркий» (Красногорск)             | 26 | 8  | 10 | 8  | 79:83  | 26 |
| 7. «Водник» (Архангельск)             | 26 | 11 | 1  | 14 | 64:86  | 23 |
| 8. «Уральский трубник» (Первоуральск) | 26 | 8  | 5  | 13 | 69:96  | 21 |
| 9. «Сибсельмаш» (Новосибирск)         | 26 | 9  | 2  | 15 | 66:85  | 20 |
| 10. СКА (Свердловск)                  | 26 | 9  | 2  | 15 | 93:104 | 20 |
| 11. «Кузбасс» (Кемерово)              | 26 | 9  | 1  | 16 | 73:108 | 19 |
| 12. «Вымпел» (Калининград Моск. обл.) | 26 | 9  | 1  | 16 | 70:81  | 19 |
| 13. «Волга» (Ульяновск)               | 26 | 7  | 5  | 14 | 74:101 | 19 |
| 14. «Родина» (Киров)                  | 26 | 6  | 6  | 14 | 82:107 | 18 |

## Составы команд и авторы забитых мячей
1. «Енисей» (Красноярск) (18 игроков): Михаил Лещинский (26), Сергей Шилов (17) — Вячеслав Девянин (19; 0), Андрей Никитченко (20; 1), Виталий Савлук (25; 0), Виктор Шакалин (26; 2), Виталий Ануфриенко (25; 20), Юрий Лахонин (25; 3), Василий Першин (24; 3), Юрий Першин (26; 4), Евгений Фирсов (24; 5), Владимир Гредин (16; 2), Юрий Иванов (24; 5), Владимир Куманёв (22; 3), Виктор Ломанов (19; 4), Сергей Ломанов-ст. (26; 56), Андрей Пашкин (26; 49). В составе команды также выступал Игорь Бондаренко (2; 0).
2. «Динамо» (Алма-Ата) (19 игроков): Александр Окулов (19), Владимир Пахомов (26) — Владимир Алексеев (26; 0), Владимир Набер (25; 5), Александр Осокин (26; 1), Юрий Почкунов (19; 0), Сергей Семёнов (25; 1), Сергей Ключников (14; 0), Александр Сидоров (18; 0), Николай Шмик (25; 1), Евгений Агуреев (26; 48), Вячеслав Горчаков (25; 5), Александр Ионкин (26; 17), Марсель Кикбаев (17; 0), Владимир Корытин (23; 18), Валерий Привалов (26; 24), Василий Сердюк (15; 0), Борис Чехлыстов (25; 5). В составе команды также выступал Юрий Чурсин (2; 0).
3. СКА (Хабаровск) (20 игроков): Сергей Бурдюхов (13), Сергей Лазарев (22), Владимир Огнев (15) — Александр Волков (26; 0), Константин Колесов (22; 0), Евгений Шестаков (21; 0), Сергей Янина (24; 2), Юрий Горностаев (16; 0), Виктор Ковалёв (26; 19), Александр Першин (24; 11), Вячеслав Саломатов (23; 5), Сергей Слепов (20; 34), Юрий Тишин (25; 7), Сергей Березовский (18; 1), Виктор Булдыгин (25; 7), Сергей Данилов (24; 1), Николай Паздников (24; 9), Валерий Чухлов (24; 19). В составе команды также выступал Сергей Тисленко (10; 0) и вратарь Валерий Попков (2).
4. «Динамо» (Москва) (21 игрок): Сергей Дрогайкин (9; −10), Геннадий Шишков (26; −63) — Евгений Горбачёв (20; 2), Александр Гуляев (25; 5), Александр Дудин (24; 20), Андрей Ефремов (25; 1), Георгий Канарейкин (21; 18), Сергей Корнеев (24; 8), Юрий Лизавин (22; 8), Виктор Мартынов (23; 1), Сергей Назарчук (19; 1), Андрей Нуждинов (19; 0), Алексей Оськин (19; 1), Владимир Плавунов (26; 8), Владимир Тарасевич (25; 6), Владимир Харёв (24; 0). В команде также выступали Сергей Белоусов (4; 0), Анатолий Козлов (9; 1), Александр Машков (8; 0), Александр Никитин (8; 0) и Борис Норкин (1; 0).
5. «Старт» (Горький) (19 игроков): Николай Домненков, Александр Кадышев — Юрий Гаврилов (1), Сергей Гладких (4), Евгений Горячев (11), Алексей Дьяков (2), Владимир Коровин (6), Вячеслав Крыгин (5), Владимир Куликов (2), Сергей Максименко (16), Сергей Наумов (1), Валерий Осипов, Анатолий Паршин (2), Геннадий Перфильев, Виктор Пугачёв (6), Александр Рычагов (7), Владимир Салеев (4), Олег Шестеров (2), Александр Шкаев (3).
6. «Зоркий» (Красногорск) (19 игроков): Андрей Герасимов (15), Александр Теняков (23) — Владимир Баранов (21; 0), Валерий Бочков (25; 8), Сергей Гава (24; 4), Михаил Гордеев (25; 2), Олег Грибов (18; 2), Александр Григорьев (24; 13), Александр Караблин (26; 15), Сергей Лапин (20; 0), Николай Левашов (19; 0), Леонид Лобачёв (24; 11), Сергей Майборода (26; 8), Вячеслав Панёв (23; 1), Юрий Петров (22; 11), Николай Сазонов (25; 2), Игорь Соберзянов (16; 2), Николай Соловьёв (21; 0). В команде также выступал Николай Горелов (1; 0).
7. «Водник» (Архангельск) (19 игроков): Сергей Драчёв (19), Александр Лебедев (17) — Алексей Аршинов (13; 0), Александр Воюшин (21; 1), Вячеслав Иевлев (26; 1), Иван Калинин (12; 0), Игорь Крапивин (18; 0), Александр Митричев (19; 3), Василий Митрофанов (26; 11), Виктор Митрофанов (24; 2), Сергей Некрасов (26; 4), Андрей Панин (21; 15), Виталий Петровский (25; 16), Виктор Плюснин (24; 1), Сергей Попов (25; 5), Вячеслав Серов (17; 3), Александр Скирденко (22; 2). В составе команды также выступали Алексей Сидоров (8; 0) и Альберт Могунов (9; 0).
8. «Уральский трубник» (Первоуральск) (20 игроков): Геннадий Михайловских, Владимир Чермных − Александр Бревнов (3), Владимир Глушков (4), Вадим Гришпун, Вадим Давыдов (2), Николай Денисов (2), Александр Дубов (3), Евгений Злоказов (4), Юрий Лубов (1), Александр Мальцев (15), Владимир Матвеев, Владимир Мозговой (1), Владимир Отт, Алексей Разуваев (4), Дмитрий Репях (11), Андрей Рябков, Сергей Титлин (8), Евгений Федотов (11), Юрий Черных.
9. «Сибсельмаш» (Новосибирск) (19 игроков): Александр Лапотко, Виктор Турлаков — Мурадим Адаев, Александр Андреев (2), Анатолий Волохин (2), Степан Дудчак, Владимир Ефименко (1), Валерий Желтобрюхов, Валерий Журавлёв (6), Александр Корешников (6), Сергей Корешников (28), Александр Ларионов, Александр Майорин (4), Николай Навалихин (3), Владимир Новиков, Александр Простосердов (1), Сергей Свердлов, Анатолий Спиридонов (4), Виктор Фёдоров (9).
10. СКА (Свердловск) (20 игроков): Сергей Карнаухов, Валерий Попков — Юрий Алексеев, Александр Артемьев (1), Сергей Бутаков (6), Евгений Великанов (6), Леонид Вострецов (10), Александр Зверев, Сергей Кобцев, Семён Ковальков (3), Александр Криушенков, Олег Мазия, Сергей Макаров, Сергей Пискунов (9), Андрей Пфейф, Анатолий Романов (17), Владислав Самородов, Александр Сивков (17), Александр Цыганов (18), Валерий Эйхвальд (6).
11. «Кузбасс» (Кемерово) (19 игроков): Виктор Иордан, Николай Никонов — Владимир Бахаев (15), Сергей Береснев, Сергей Киприянов, Олег Корпалёв (9), Александр Куземчик (1), Сергей Лихачёв (2), Владимир Масленников (5), Сергей Мяус (2), Юрий Никитин (1), Александр Опарин, Валерий Рябченко, Виктор Солдатов, Анатолий Сорокин (1), Валерий Тараканов (1), Игорь Тараканов, Николай Усольцев (28), Александр Хрисоненко (8).
12. «Вымпел» (Калининград Московской области) (21 игрок): Владимир Болденко, Алексей Кичигин − Сергей Баранников (1), Сергей Виноградов (1), Юрий Волоснов, Михаил Вороцков, Алексей Ерошин, Сергей Зимин, Валерий Ильин (1), Михаил Калинин, Андрей Кукушкин, Геннадий Любченко (9), Павел Матвеев, Виктор Митрофанов (7), Расик Мухометзянов (6), Анатолий Попов (22), Николай Семёнычев, Владимир Солдатов (6), Владимир Харлов, Валентин Челноков (15), Геннадий Шахманов (2).
13. «Волга» (Ульяновск) (23 игрока): Александр Господчиков (20), Александр Картаков (18) − Виталий Агуреев (23; 1), Николай Афанасенко (26; 18), Александр Епифанов (22; 1), Александр Ермолаев (26; 10), Евгений Землянов (26; 2), Олег Кочетков (19; 0), Владимир Кузьмин (20; 5), Геннадий Кушнир (25; 19), Виктор Ляшко (25; 2), Владимир Медведский (17; 1), Александр Некрасов (26; 0), Владимир Терехов (25; 3), Ирик Фасхутдинов (26; 12), Раип Фасхутдинов (23; 0). В команде также выступали Андрей Ахметьев, Владимир Бурханов, Владимир Коваль (9; 0), Владимир Леванов (10; 0), Андрей Савосин (7; 0) и вратари Андрей Грехов (1) и Леонард Мухометзянов (1).
14. «Родина» (Киров) (18 игроков): Юрий Бушуев, Вячеслав Зяблицев − Леонид Жаров (1), Юрий Игнатьев, Сергей Кислицин (3), Сергей Кондрашов (27), Владимир Кузьмин (3), Владимир Куимов (1), Валерий Куковякин (9), Юрий Марущак, Вячеслав Никитин (1), Геннадий Патрушев (11), Виктор Перевозчиков, Сергей Пестов, Владимир Пунгин (1), Владимир Стариков (25), Сергей Александрович Фоминых, Геннадий Хлебников.

Лучший бомбардир — Сергей Ломанов-ст., «Енисей» (Красноярск) — 56 мячей.
По итогам сезона определён список 22 лучших игроков.

## Первая группа класса «А»
Соревнования прошли с 22 ноября 1980 по 10 марта 1981 года. На предварительном этапе 26 команд, разбитые на четыре подгруппы, оспаривали по две путёвки от каждой подгруппы в финальную часть В финал вместо отказавшегося играть «Локомотива» (Хабаровск) был допущен «Дальсельмаш» (Биробиджан).

### Первая подгруппа
| М | Команда                     | 1                 | 2                 | 3                | 4                 | 5               | 6                | 7                 | 8                | В  | Н | П  | Мячи            | О  |
| - | --------------------------- | ----------------- | ----------------- | ---------------- | ----------------- | --------------- | ---------------- | ----------------- | ---------------- | -- | - | -- | --------------- | -- |
| 1 | «Североникель» (Мончегорск) |                   | 3:1 4:1 4:2 0:3   | 6:0 1:1* 2:1 1:3 | 14:2 10:1 4:1 8:2 | 6:5 4:1 1:6 9:2 | 4:3 11:1 3:2 3:5 | 12:1 6:0 2:0 4:5  | 14:4 8:5 8:1 6:2 | 22 | 1 | 5  | 158 — 61 = + 97 | 45 |
| 2 | «Фили» (Москва)             | 2:4 3:0 1:3 1:4   |                   | 1:0 6:2 2:2 2:4  | 5:2 9:1 2:0 2:2   | 6:2 8:2 0:3 2:2 | 3:2 6:1 3:2 5:6  | 11:1 6:3 10:2 4:1 | 12:2 8:0 4:1 3:8 | 18 | 3 | 7  | 127 — 62 = + 65 | 39 |
| 3 | «Строитель» (Сыктывкар)     | 1:2 3:1 0:6 1:1*  | 2:2 4:2 0:1 2:6   |                  | 1:2 7:5 1:5 5:2   | 6:2 9:1 0:5 0:0 | 5:3 2:1 3:2 2:4  | 5:1 2:2 1:2 4:1   | 8:1 3:1 2:4 1:3  | 13 | 4 | 11 | 80 — 68 = + 12  | 30 |
| 4 | «Север» (Северодвинск)      | 1:4 2:8 2:14 1:10 | 0:2 2:2 2:5 1:9   | 5:1 2:5 2:1 5:7  |                   | 8:3 4:2 4:3 4:5 | 4:0 4:0 2:2 1:3  | 10:3 1:0 1:4 3:3  | 7:1 6:3 3:3 3:2  | 12 | 4 | 12 | 90 — 105 = — 15 | 28 |
| 5 | «Знамя» (Воткинск)          | 6:1 2:9 5:6 1:4   | 3:0 2:2 2:6 2:8   | 5:0 0:0 2:6 1:9  | 3:4 5:4 3:8 2:4   |                 | 4:1 1:0 3:3 3:4  | 1:2 9:0 1:3 4:4   | 4:1 1:1 3:1 3:5  | 9  | 5 | 14 | 81 — 96 = — 15  | 23 |
| 6 | «Красная заря» (Ленинград)  | 2:3 5:3 3:4 1:11  | 2:3 6:5 2:3 1:6   | 2:3 4:2 3:5 1:2  | 2:2 3:1 0:4 0:4   | 3:3 4:3 1:4 0:1 |                  | 3:1 2:2 1:4 6:2   | 3:1 2:2 3:4 2:6  | 8  | 4 | 16 | 67 — 94 = — 27  | 20 |
| 7 | «Труд» (Куйбышев)           | 0:2 5:4 1:12 0:6  | 2:10 1:4 1:11 3:6 | 2:1 1:4 1:5 2:2  | 4:1 3:3 3:10 0:1  | 3:1 4:4 2:1 0:9 | 4:1 2:6 1:3 2:2  |                   | 11:5 8:3 4:7 3:5 | 8  | 4 | 16 | 73 — 129 = — 56 | 20 |
| 8 | «Торпедо» (Сызрань)         | 1:8 2:6 4:14 5:8  | 1:4 8:3 2:12 0:8  | 4:2 3:1 1:8 1:3  | 3:3 2:3 1:7 3:6   | 1:3 5:3 1:4 1:1 | 4:3 6:2 1:3 2:2  | 7:4 5:3 5:11 3:8  |                  | 8  | 3 | 17 | 82 — 143 = — 61 | 19 |

Таблица составлена по Энциклопедии «Хоккей с мячом», Москва, изд. Новые Технологии, 2009 год; авторы Соснин В. И, Щеглов М. И. и Юрин В. Л. ISBN 978-5-86541-025-6. В Энциклопедии «Хоккей с мячом» результат матча «Североникель» (Мончегорск) − «Строитель» (Сыктывкар) 2:1 следует читать 1:1. Он отмечен *.

### Вторая подгруппа
| М | Команда                      | 1                | 2                | 3               | 4                | 5               | 6                | 7                | В  | Н | П  | Мячи            | О  |
| - | ---------------------------- | ---------------- | ---------------- | --------------- | ---------------- | --------------- | ---------------- | ---------------- | -- | - | -- | --------------- | -- |
| 1 | «Уралхиммаш» (Свердловск)    |                  | 2:0 3:2 1:4 0:14 | 3:3 8:1 1:3 3:5 | 5:2 6:1 11:4 2:5 | 6:0 2:1 2:1 5:3 | 3:1 5:0 5:4 4:5  | 7:1 7:4 2:4 3:1  | 16 | 1 | 7  | 96 — 69 = + 27  | 33 |
| 2 | «Маяк» (Краснотурьинск)      | 4:1 14:0 0:2 2:3 |                  | 3:2 2:2 1:2 7:3 | 8:2 7:5 5:3 2:3  | 2:2 8:1 4:2 1:2 | 3:0 5:2 6:4 2:5  | 9:1 4:3 1:2 3:1  | 15 | 2 | 7  | 103 — 53 = + 50 | 32 |
| 3 | «Локомотив» (Оренбург)       | 3:1 5:3 3:3 1:8  | 2:1 3:7 2:3 2:2  |                 | 2:2 5:3 3:6 5:3  | 6:1 5:2 2:0 1:4 | 3:3 7:2 2:6 0:3  | 3:1 3:2 1:2 3:2  | 12 | 4 | 8  | 72 — 70 = + 2   | 28 |
| 4 | «Хромпик» (Первоуральск)     | 4:11 5:2 2:5 1:6 | 3:5 3:2 2:8 5:7  | 6:3 3:5 2:2 3:5 |                  | 2:0 4:3 3:5 3:3 | 3:1 6:3 3:0 1:2  | 5:1 10:3 2:7 1:4 | 10 | 2 | 12 | 82 — 93 = — 11  | 22 |
| 5 | «Никельщик» (Верхний Уфалей) | 1:2 3:5 0:6 1:2  | 2:4 2:1 2:2 1:8  | 0:2 4:1 1:6 2:5 | 5:3 3:3 0:2 3:4  |                 | 3:1 3:1 1:6 2:1  | 6:1 6:1 3:4 2:1  | 9  | 2 | 13 | 56 — 72 = — 16  | 20 |
| 6 | «Кировец» (Уфа)              | 4:5 5:4 1:3 0:5  | 4:6 5:2 0:3 2:5  | 6:2 3:0 3:3 2:7 | 0:3 2:1 1:3 3:6  | 6:1 1:2 1:3 1:3 |                  | 10:1 8:1 1:4 1:5 | 8  | 1 | 15 | 70 — 78 = — 8   | 17 |
| 7 | «Геолог» (Уральск)           | 4:2 1:3 1:7 4:7  | 2:1 1:3 1:9 3:4  | 2:1 2:3 1:3 2:3 | 7:2 4:1 1:5 3:10 | 4:3 1:2 1:6 1:6 | 4:1 5:1 1:10 1:8 |                  | 8  | 0 | 16 | 57 — 101 = — 44 | 16 |

### Третья подгруппа
| М | Команда                | 1                                 | 2                                | 3                                | 4                                 | В  | Н | П  | Мячи            | О  |
| - | ---------------------- | --------------------------------- | -------------------------------- | -------------------------------- | --------------------------------- | -- | - | -- | --------------- | -- |
| 1 | «Локомотив» (Иркутск)  |                                   | 6:6 6:2 11:3 1:1 1:3 4:2 2:7 4:5 | 7:3 3:2 7:0 2:1 6:3 5:1 2:4 9:4  | 7:3 10:4 8:2 10:1 4:1 4:4 6:1 7:3 | 17 | 3 | 4  | 132 — 66 = + 66 | 37 |
| 2 | «Юность» (Омск)        | 6:6 2:6 3:11 1:1 3:1 2:4 7:2 5:4  |                                  | 4:5 4:3 8:4 4:1 1:2 4:6 2:4 4:1  | 7:3 4:1 7:2 4:3 1:1 9:1 4:4 7:1   | 13 | 4 | 7  | 103 — 77 = + 26 | 30 |
| 3 | «Саяны» (Абакан)       | 3:7 2:3 0:7 1:2 3:6 1:5 4:2 4:9   | 5:4 3:4 4:8 1:4 2:1 6:4 4:2 1:4  |                                  | 5:2 8:0 2:1 5:4 3:2 3:2 6:2 2:1*  | 13 | 0 | 11 | 78 — 86 = — 8   | 26 |
| 4 | «Торпедо» (Красноярск) | 3:7 4:10 2:8 1:10 1:4 4:4 1:6 3:7 | 3:7 1:4 2:7 3:4 1:1 1:9 4:4 1:7  | 2:5 0:8 1:2 4:5 2:3 2:3 2:6 1:2* |                                   | 0  | 3 | 21 | 49 — 133 = — 84 | 3  |

Таблица составлена по Энциклопедии «Хоккей с мячом», Москва, изд. Новые Технологии, 2009 год; авторы Соснин В. И, Щеглов М. И. и Юрин В. Л. ISBN 978-5-86541-025-6. Результат четвёртого матча «Торпедо» (Красноярск) − «Саяны» (Абакан), отмеченный *, уточнён по календарю − справочнику «40 Чемпионат СССР 1987 − 1988 год. Хоккей с мячом». Турнир проводился в восемь кругов, и не указаны домашние и выездные игры, а показан порядок игр по кругам.

### Четвёртая подгруппа
| М | Команда                        | 1                | 2                 | 3                 | 4                | 5                 | 6                 | 7                | В  | Н | П  | Мячи                                | О      |
| - | ------------------------------ | ---------------- | ----------------- | ----------------- | ---------------- | ----------------- | ----------------- | ---------------- | -- | - | -- | ----------------------------------- | ------ |
| 1 | «Локомотив» (Хабаровск)        |                  | 6:2 2:4 6:2 2:5   | 4:1 5:2 3:5 10:5  | 5:3 5:4 1:2 4:2  | 6:3 10:1 1:4 4:4  | 9:1 15:3 4:3 7:4  | 8:4 9:3 4:2 8:5  | 18 | 1 | 5  | 138 — 74 = + 64                     | 37     |
| 2 | «Смена» (Комсомольск-на-Амуре) | 2:6 5:2 2:6 4:2  |                   | 1:2 4:2 4:2 1:2   | 5:3 3:4 2:3 5:1  | 15:2 11:2 7:5 4:6 | 9:2 8:1 12:3 5:3  | 6:1 11:2 7:4 8:2 | 17 | 0 | 7  | 141 — 68 = + 73 (141 — 61 = + 80)   | 34     |
| 3 | «Дальсельмаш» (Биробиджан)     | 5:3 5:10 1:4 2:5 | 2:4 2:1 2:1 2:4   |                   | 3:0 8:2 1:2 2:4  | 11:3 3:1 1:6 5:2  | 12:1 13:2 8:1 4:2 | 10:2 4:1 7:2 5:2 | 16 | 0 | 8  | 118 — 65 = + 53                     | 32     |
| 4 | «Локомотив» (Уссурийск)        | 2:1 2:4 3:5 4:5  | 3:2 1:5 3:5 4:3   | 2:1 4:2 0:3 2:8   |                  | 6:2 1:0 6:2 0:3   | 7:1 5:1 10:3 5:2  | 3:2 4:3 4:2 8:3  | 16 | 0 | 8  | 89 — 68 = + 21                      | 32     |
| 5 | «Аргунь» (Краснокаменск)       | 4:1 4:4 3:6 1:10 | 5:7 6:4 2:15 2:11 | 6:1 2:5 3:11 1:3  | 2:6 3:0 2:6 0:1  |                   | 3:3 14:4 6:7 3:8  | 8:0 7:1 2:11 2:7 | 7  | 2 | 15 | 91 — 132 = — 41                     | 16     |
| 6 | «Локомотив» (Могоча)           | 3:4 4:7 1:9 3:15 | 3:12 3:5 2:9 1:8  | 1:8 2:4 1:12 2:13 | 3:10 2:5 1:7 1:5 | 7:6 8:3 3:3 4:14  |                   | 7:1 +:- 2:7 8:7  | 5  | 1 | 18 | 72 — 174 = — 102 (65 — 173 = — 108) | 11 (9) |
| 7 | «Локомотив» (Магдагачи)        | 2:4 5:8 4:8 3:9  | 4:7 2:8 1:6 2:11  | 2:7 2:5 2:10 1:4  | 2:4 3:8 2:3 3:4  | 11:2 7:2 0:8 1:7  | 7:2 7:8 1:7 -:+   |                  | 3  | 0 | 21 | 74 — 142 = — 68 (73 — 135 = — 62)   | 6      |

Таблица составлена по Энциклопедии «Хоккей с мячом», Москва, изд. Новые Технологии, 2009 год; авторы Соснин В. И, Щеглов М. И. и Юрин В. Л. ISBN 978-5-86541-025-6. Требует уточнения результат матчей «Аргунь» (Краснокаменск) − «Дальсельмаш» (Биробиджан) 6:1, отмеченный курсивом, так как имеются данные, что «Смена» (Комсомольск-на-Амуре) и «Дальсельмаш» (Биробиджан), набрали по 34 очка. Также требует уточнения результат матча «Локомотив» (Могоча) − «Локомотив» (Магдагачи) 7:1, так как при подсчёте разницы мячей получаются данные, приведённые в таблице Если же принять, что матч закончился технической победой «Локомотива» (Могоча), то тогда данные приведённые в таблице, будут соответствовать данным Энциклопедии. Также неверно подсчитана разница мячей для «Смены» (Комсомольск-на-Амуре). В скобках приведены данные из энциклопедии.

### Финал
Прошёл в Иркутске с 28 февраля по 8 марта 1981 года.
| М | Команда                        | 1    | 2    | 3    | 4   | 5    | 6   | 7   | 8   | В | Н | П | Мячи           | О  |
| - | ------------------------------ | ---- | ---- | ---- | --- | ---- | --- | --- | --- | - | - | - | -------------- | -- |
| 1 | «Локомотив» (Иркутск)          |      | 2:1  | 11:1 | 4:2 | 8:1  | 6:2 | 6:0 | 9:2 | 7 | 0 | 0 | 46 — 9 = + 37  | 14 |
| 2 | «Североникель» (Мончегорск)    | 1:2  |      | 5:3  | 2:3 | 11:3 | 8:3 | 6:1 | 8:2 | 5 | 0 | 2 | 41 — 17 = + 34 | 10 |
| 3 | «Фили» (Москва)                | 1:11 | 3:5  |      | 2:1 | 5:1  | 7:4 | 6:5 | 9:3 | 5 | 0 | 2 | 33 — 30 = + 3  | 10 |
| 4 | «Юность» (Омск)                | 2:4  | 3:2  | 1:2  |     | 8:3  | 6:1 | 3:5 | 7:2 | 4 | 0 | 3 | 30 — 19 = + 11 | 8  |
| 5 | «Маяк» (Краснотурьинск)        | 1:8  | 3:11 | 1:5  | 3:8 |      | 7:2 | 5:5 | 5:0 | 2 | 1 | 4 | 25 — 39 = — 14 | 5  |
| 6 | «Уралхиммаш» (Свердловск)      | 2:6  | 3:8  | 4:7  | 1:6 | 2:7  |     | 8:3 | 9:2 | 2 | 0 | 5 | 29 — 39 = — 10 | 4  |
| 7 | «Дальсельмаш» (Биробиджан)     | 0:6  | 1:6  | 5:6  | 5:3 | 5:5  | 3:8 |     | 6:8 | 1 | 1 | 5 | 25 — 42 = — 17 | 3  |
| 8 | «Смена» (Комсомольск-на-Амуре) | 2:9  | 2:8  | 3:9  | 2:7 | 0:5  | 2:9 | 8:6 |     | 1 | 0 | 6 | 19 — 53 = — 34 | 2  |

- «Локомотив» (Иркутск) (17 игроков): Сергей Иванович Лазарев (29), Александр Баборин (21) — Виктор Девятых (31), Игорь Иванов (31; 1), Михаил Швецов (31; 13), Александр Шишкин (31; 17), Владимир Петров (30; 12), Анатолий Сизов (30; 2), Владимир Зенков (29; 33), Виктор Шаров (29; 52), Пётр Трифонов (28; 5), Владимир Куров (27; 17), Александр Малетин (27; 22), Олег Катунцев (23), Евгений Гингст (22; 3), Вадим Семёнов (12), Валерий Сухоруков (8; 1). Главный тренер О. Г. Катин.

Право выступать в высшей лиге завоевал «Локомотив» (Иркутск). «Североникель» (Мончегорск) получил право сыграть в переходных играх.

## Вторая группа класса «А»
Соревнования прошли с 6 декабря 1980 по 6 марта 1981 года. На предварительном этапе 33 команды, разбитые на шесть групп, определили победителей. В 5 и 6 группах команды играли в 4 круга с разъездами, в остальных − в один круг в одном городе. В финальном турнире участвовали победители групп, которые определили победителя второй группы класса «А» и обладателя путёвки в первую группу.
- Первая зона. (Чита). Победитель «Нефтяник» (Хабаровск).
- Вторая зона. (Тюмень). Победитель «Рубин» (Омск).
- Третья зона. (Пенза). Победитель «Автомобилист» (Набережные Челны).
- Четвёртая зона. (Архангельск). Победитель «Лесопильщик» (Архангельск).
- Пятая зона. Победитель «Нефтяник» (Новокуйбышевск).
- Шестая зона. Победитель «Торпедо» (Курск).

### Финальный турнир второй группы класса «А»
Заключительный этап соревнований состоялся в Курске.
| М | Команда                           | 1   | 2   | 3    | 4   | 5   | 6    | В | Н | П | Мячи           | О |
| - | --------------------------------- | --- | --- | ---- | --- | --- | ---- | - | - | - | -------------- | - |
| 1 | «Торпедо» (Курск)                 |     | 5:2 | 9:2  | 2:2 | 2:1 | 8:3  | 4 | 1 | 0 | 26 — 10 + 16   | 9 |
| 2 | «Лесопильщик» (Архангельск)       | 2:5 |     | 5:5  | 3:1 | 3:1 | 6:1  | 3 | 1 | 1 | 19 — 13 = + 6  | 7 |
| 3 | «Автомобилист» (Набережные Челны) | 2:9 | 5:5 |      | 9:5 | 5:6 | 10:6 | 2 | 1 | 2 | 31 — 31 = 0    | 5 |
| 4 | «Рубин» (Омск)                    | 2:2 | 1:3 | 5:9  |     | 5:2 | 7:5  | 2 | 1 | 2 | 20 — 21 = — 1  | 5 |
| 5 | «Нефтяник» (Новокуйбышевск)       | 1:2 | 1:3 | 6:5  | 2:5 |     | 5:3  | 2 | 0 | 3 | 15 — 18 = — 3  | 4 |
| 6 | «Нефтяник» (Хабаровск)            | 3:8 | 1:6 | 6:10 | 5:7 | 3:5 |      | 0 | 0 | 5 | 18 — 36 = — 18 | 0 |

- «Торпедо» (Курск): А. Дегтев, Ю. Макланов — В. Бондаренко, А. Галкин (75), И. Гершун (25), П. Рязанцев, В. Сухоруков (10), С. Токарев (1), Ю. Галеев (4), Г. Дьяков (7), В. Лыков, В. Умеренков (2), В. Паюхин, В. Евтюхин (6), В. Лунёв, В. Панков, В. Роговской (1), М. Евдокимов, А. Шматов. Играющий главный тренер — А. И. Галкин. В скобках − забитые мячи.
- Право выступать в первой группе класса «А» завоевало «Торпедо» (Курск), однако впоследствии эта команда отказалась от повышения в классе. Решением Федерации хоккея с мячом РСФСР право играть в первой лиге было предоставлено «Лесопильщику» (Архангельск).